# Canon van Nederland
De Canon van Nederland is een lijst van vijftig thema's ("vensters" genoemd) die chronologisch een samenvatting geeft van de geschiedenis van Nederland. De Canon werd in 2006 samengesteld in opdracht van de Nederlandse staat, ten behoeve van het geschiedenisonderwijs. In 2020 werd een vernieuwde versie gepresenteerd, waarbij een aantal vensters is gewijzigd. Sinds 2017 is in het Nederlands Openluchtmuseum de overzichtspresentatie van de Canon te zien.

## Doel
De canon van Nederland werd opgesteld door de commissie-Van Oostrom en werd op 16 oktober 2006 door de commissie aan de minister van Onderwijs, Cultuur en Wetenschap in het kabinet-Balkenende III, Maria van der Hoeven, aangeboden.
Het kabinet-Balkenende IV stemde begin oktober 2008 in met het instellen van deze zogeheten Canon van Nederland in het onderwijs per 1 augustus 2009. Het ontwerpbesluit werd voor advies aan de Raad van State gezonden. De canon bestaat uit de vijftig door de commissie geselecteerde "vensters" die samen een overzicht zouden bieden van "wat iedereen in elk geval zou moeten weten van de geschiedenis en cultuur van Nederland". De canon zou mede richting moeten geven aan het onderwijs in geschiedenis (en andere vakdomeinen) in het basisonderwijs en de eerste twee leerjaren van het voortgezet onderwijs. Nederlandse scholen zijn niet verplicht zich aan de canon te houden in verband met de vrijheid van onderwijs.

## De 10 tijdvakken van de commissie-De Rooy
Dikwijls wordt in zowel het basisonderwijs als voortgezet onderwijs in het Europese deel van Nederland samen met de canon een indeling in tien tijdvakken als leidraad gehanteerd:
| Tijd van                 | Periode                                  | Jaartal                    |
| ------------------------ | ---------------------------------------- | -------------------------- |
| jagers en boeren         | prehistorie                              | tot 3000 v.Chr.            |
| Grieken en Romeinen      | oudheid                                  | 3000 v.Chr. tot 500 n.Chr. |
| monniken en ridders      | vroege middeleeuwen                      | 500 tot 1000               |
| steden en staten         | hoge en late middeleeuwen                | 1000 tot 1500              |
| ontdekkers en hervormers | renaissance/reformatie/ontdekkingsreizen | 1450 tot 1600              |
| regenten en vorsten      | Gouden Eeuw                              | 1600 tot 1700              |
| pruiken en revoluties    | verlichting                              | 1700 tot 1800              |
| burgers en stoommachines | industrialisatie                         | 1800 tot 1900              |
| de wereldoorlogen        | eerste helft 20e eeuw                    | 1900 tot 1950              |
| televisie en computer    | tweede helft 20e eeuw                    | 1950 tot heden             |

De namen van de tijdvakken zijn zo gekozen dat iedere gebeurtenis uit de Nederlandse geschiedenis hiermee te typeren is. Bij ieder tijdvak worden enkele kenmerkende aspecten gegeven. Zie voor meer informatie over dit onderwerp geschiedenisonderwijs.

## De 14 hoofdlijnen (2006)
- Lage landen bij de zee
- Aan de periferie van Europa
- Een gekerstend land
- Een Nederlandse taal
- Een verstedelijkt land en een handelsknooppunt aan de monding van Rijn, Schelde en Maas
- De Republiek der Zeven Verenigde Nederlanden: ontstaan uit een opstand
- De bloei van de Gouden Eeuw
- Koopmansgeest en koloniale macht
- Eenheidsstaat, constitutionele monarchie
- Het ontstaan van een moderne samenleving
- Nederland in een tijd van wereldoorlogen (1914 tot 1945)
- De verzorgingsstaat, democratisering en ontkerkelijking
- Nederland krijgt kleur
- Nederland in Europa

## De 50 onderwerpen/thema's (2006)
|    | thema                                | tijdvak         | omschrijving                                         |
| -- | ------------------------------------ | --------------- | ---------------------------------------------------- |
| 1  | Hunebedden                           | ca. 3000 v.Chr  | Vroege landbouwers                                   |
| 2  | De Romeinse Limes                    | 47 - ca. 400    | Op de grens van de Romeinse wereld                   |
| 3  | Willibrord                           | 658 - 739       | Verbreiding van het Christendom                      |
| 4  | Karel de Grote                       | 742 - 814       | Keizer van het avondland                             |
| 5  | Hebban olla vogala                   | ca. 1100        | Het Nederlands op schrift                            |
| 6  | Floris V                             | 1254 - 1296     | Een Hollandse graaf en ontevreden edelen             |
| 7  | De Hanze                             | 1356 - ca. 1450 | Handelssteden in de Lage Landen                      |
| 8  | Erasmus                              | 1466 (?) - 1536 | Een internationaal humanist                          |
| 9  | Keizer Karel V                       | 1500 - 1558     | De Nederlanden als bestuurlijke eenheid              |
| 10 | De Beeldenstorm                      | 1566            | Godsdienststrijd                                     |
| 11 | Willem van Oranje                    | 1533 - 1584     | Van rebelse edelman tot 'vader des vaderlands'       |
| 12 | De Republiek                         | 1588 - 1795     | Een staatkundig unicum                               |
| 13 | De Verenigde Oost-Indische Compagnie | 1602 - 1799     | Overzeese expansie                                   |
| 14 | De Beemster                          | 1612            | Nederland en het water                               |
| 15 | De Grachtengordel                    | 1613 - 1662     | Stadsuitbreidingen in de zeventiende eeuw            |
| 16 | Hugo de Groot                        | 1583 - 1645     | Pionier van het moderne volkenrecht                  |
| 17 | De Statenbijbel                      | 1637            | Het boek der boeken                                  |
| 18 | Rembrandt                            | 1606 - 1669     | De grote schilders                                   |
| 19 | De Atlas Maior van Blaeu             | 1662            | De wereld in kaart                                   |
| 20 | Michiel de Ruyter                    | 1607 - 1676     | Zeehelden en de brede armslag van de Republiek       |
| 21 | Christiaan Huygens                   | 1629 - 1695     | Wetenschap in de Gouden Eeuw                         |
| 22 | Spinoza                              | 1632 - 1677     | Op zoek naar de waarheid                             |
| 23 | Slavernij                            | ca. 1637 - 1863 | Mensenhandel en gedwongen arbeid in de Nieuwe Wereld |
| 24 | Buitenhuizen                         | 17e en 18e eeuw | Rijk wonen buiten de stad                            |
| 25 | Eise Eisinga                         | 1744 - 1828     | De Verlichting in Nederland                          |
| 26 | De Patriotten                        | 1780 - 1795     | Crisis in de Republiek                               |
| 27 | Napoleon Bonaparte                   | 1769 - 1821     | De Franse tijd                                       |
| 28 | Koning Willem I                      | 1772 - 1843     | Het Verenigd Koninkrijk der Nederlanden              |
| 29 | De eerste spoorlijn                  | 1839            | De versnelling                                       |
| 30 | De Grondwet                          | 1848            | De belangrijkste wet van een staat                   |
| 31 | Max Havelaar                         | 1860            | Aanklacht tegen wantoestanden in Indië               |
| 32 | Verzet tegen kinderarbeid            | 19e eeuw        | De werkplaats uit, de school in                      |
| 33 | Vincent van Gogh                     | 1853 - 1890     | De moderne kunstenaar                                |
| 34 | Aletta Jacobs                        | 1854 - 1929     | Vrouwenemancipatie                                   |
| 35 | De Eerste Wereldoorlog               | 1914 - 1918     | Oorlog en neutraliteit                               |
| 36 | De Stijl                             | 1917 - 1931     | Revolutie in vormgeving                              |
| 37 | De crisisjaren                       | 1929 - 1940     | Samenleving in depressie                             |
| 38 | De Tweede Wereldoorlog               | 1940 - 1945     | Bezetting en bevrijding                              |
| 39 | Anne Frank                           | 1929 - 1945     | Jodenvervolging                                      |
| 40 | Indonesië                            | 1945 - 1949     | Een kolonie vecht zich vrij                          |
| 41 | Willem Drees                         | 1886-1988       | De verzorgingsstaat                                  |
| 42 | De Watersnood van 1953               | 1 februari 1953 | De dreiging van het water                            |
| 43 | De televisie                         | vanaf 1948      | De doorbraak van een massamedium                     |
| 44 | Haven van Rotterdam                  | vanaf ca. 1880  | Poort naar de wereld                                 |
| 45 | Annie M.G. Schmidt                   | 1911 - 1995     | Tegendraads in een burgerlijk land                   |
| 46 | Suriname en de Nederlandse Antillen  | vanaf 1945      | Dekolonisatie van de West                            |
| 47 | Srebrenica                           | 1995            | De dilemma's van vredeshandhaving                    |
| 48 | Veelkleurig Nederland                | vanaf 1945      | De multiculturele maatschappij                       |
| 49 | De gasbel                            | 1959 - 2030 (?) | Een eindige schat                                    |
| 50 | Europa                               | vanaf 1945      | Nederlanders en Europeanen                           |

## Leden commissie

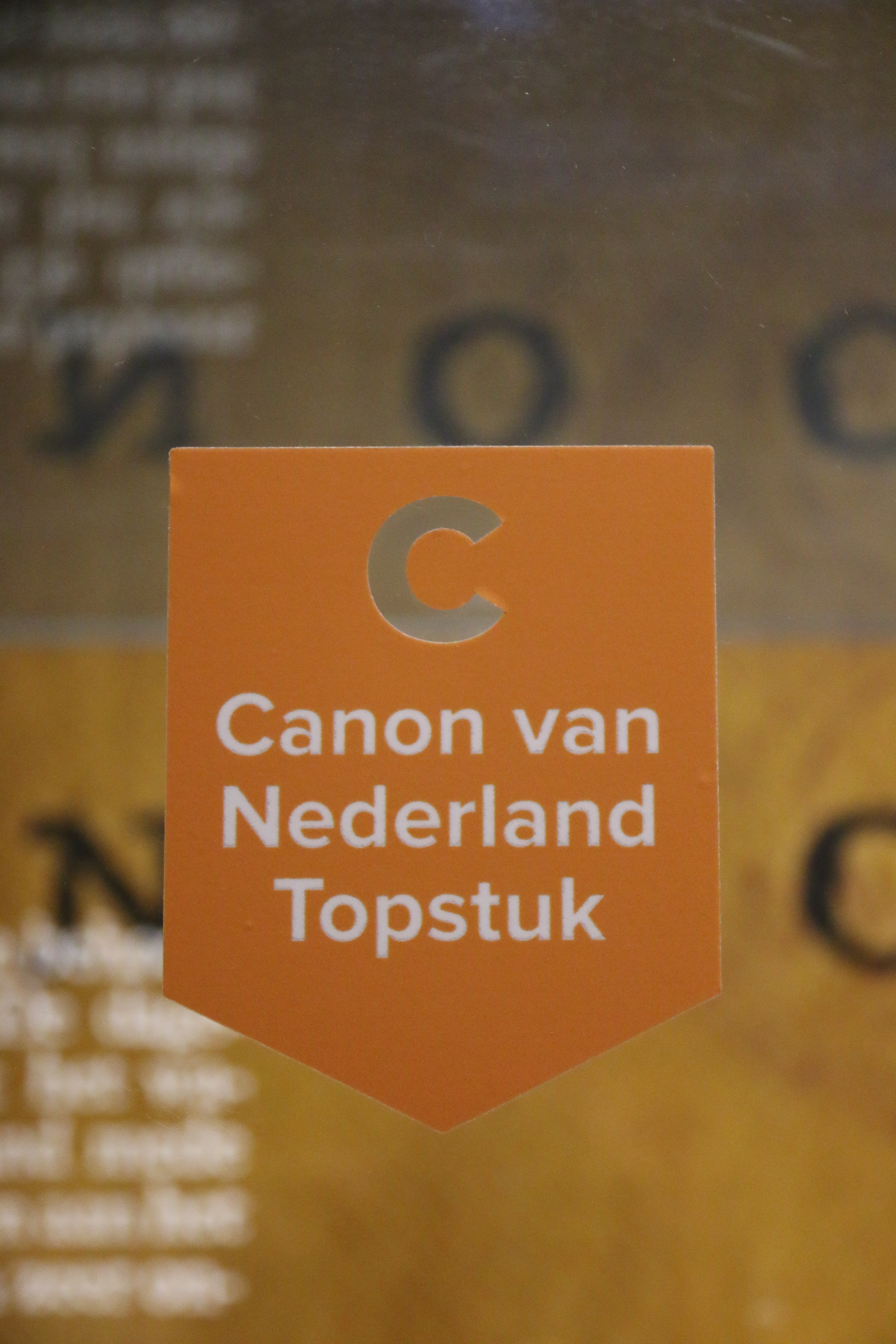
Canon van Nederland

- Frits van Oostrom (hoogleraar Utrecht, president Koninklijke Nederlandse Akademie van Wetenschappen (KNAW), kreeg in 1995 de Spinozaprijs, in 1996 de AKO Literatuurprijs), voorzitter
- Paul van Meenen (directievoorzitter Spinoza in Leidschendam-Voorburg e.o., fractievoorzitter D66 in gemeenteraad Leiden), vicevoorzitter
- Herman Beliën (Faculteit Geesteswetenschappen UvA)
- Max Drenth (essayist, columnist NRC Handelsblad)
- Frans Groot (geschiedenisdocent lerarenopleiding Hogeschool Rotterdam, bestuurslid Koninklijk Nederlands Historisch Genootschap)
- Els Kloek (seniordocent/onderzoeker geschiedenis letterenfaculteit Universiteit Utrecht)
- Susan Legêne (Tropenmuseum, bijzonder hoogleraar Nederlandse cultuurgeschiedenis Universiteit van Amsterdam, lid van Nederlandse Nationale Unesco Commissie)
- Rob van der Vaart (hoogleraar Regionale en Educatieve Geografie Universiteit Utrecht)
- Hubert Slings, secretaris

## De canonin het Nederlands Openluchtmuseum
Het Nederlands Openluchtmuseum in Arnhem opende in 2017 een tentoonstelling aan de hand van de Canon van Nederland. Stap voor stap wordt de geschiedenis van het dagelijks leven met de grote gebeurtenissen uit het verleden verbonden. De laatste zaal bevat een wand van 18 bij 3 meter waarop alle 50 thema's afsluitend zichtbaar zijn gemaakt.

## Terugblikken
Terugblikken is een serie kinderboeken. Over elk venster van de Canon van Nederland is een boek geschreven.

## Kritiek
In de eerste versie van de Canon stond de Boekdrukkunst (tijdvak ca.1450, 'Revolutie in reproductie') op plaats 8. Omdat er kritiek kwam dat de wereldwijd relevante Nederlandse bijdrage in de natuurwetenschappen geen plek in deze eerste versie had gekregen, is bij de presentatie van de vernieuwde versie op 3 juli 2007 in de Ridderzaal de boekdrukkunst vervangen door Christiaan Huygens. Die werd als nummer 21 aan de lijst toegevoegd. Desondanks bleef de mening in de natuurwetenschappen dat hun vakgebied nog steeds 'stiefmoederlijk' vertegenwoordigd was in de Canon. Dat is aanleiding geweest voor een commissie onder leiding van Robbert Dijkgraaf om in 2007 de Bètacanon samen te stellen.
In 2018 ontstond er discussie in de politiek over de samenstelling van de Canon. Onder meer D66 vond de Canon te weinig divers is en vond dat deze te veel bestond uit mannen. 

## Vernieuwde Canon in 2020

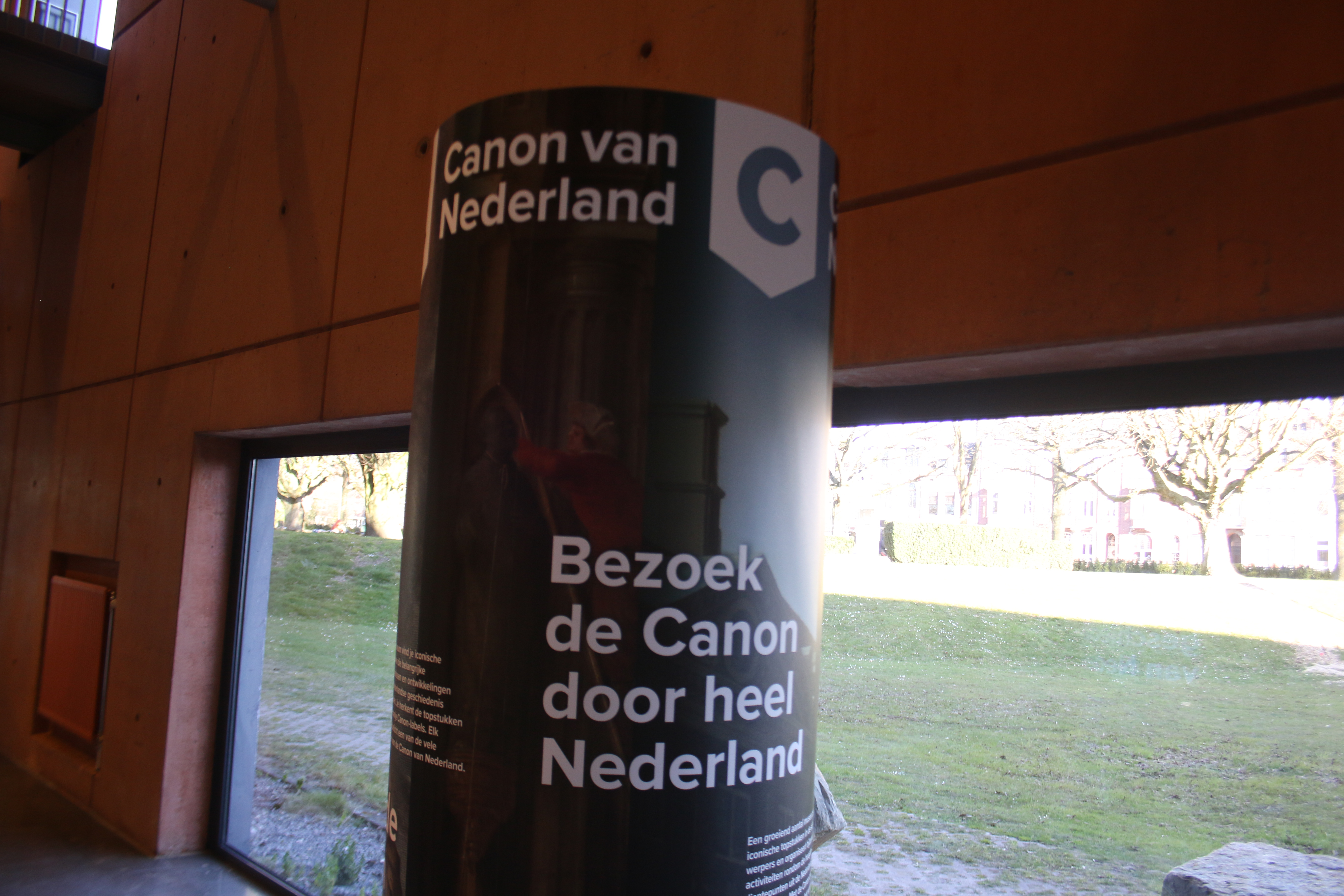
Canon van Nederland

Op 22 juni 2020 presenteerde de commissie Herijking Canon van Nederland de vernieuwde Canon.
Er zijn tien nieuwe vensters bijgekomen, vier vensters zijn gewijzigd en er zijn tien vensters verdwenen. Dit is gebeurd op basis van een rapport van een commissie onder leiding van prof. dr. James Kennedy, die in 2019 / 2020 de eerste Canon uit 2006 heeft herzien. Sinds de start van de eerste Canon in 2006 is er veertien jaar geschiedenis, maatschappelijke ontwikkelingen en wetenschappelijke kennis bijgekomen. De slingerlijn met vijftig vensters is gebleven, zij zijn verbonden door zeven thematische hoofdlijnen. De wijzigingen waren niet allemaal onomstreden, zo plaatsten diverse historici kanttekeningen, onder meer omdat ze de wijzigingen te geforceerd vonden.

### Nieuwe vensters
Trijntje, Jeroen Bosch, Maria van Bourgondië, Johan van Oldenbarnevelt, Sara Burgerhart, Anton de Kom, Marga Klompé, De gastarbeiders, Kolen en gas, en Het Oranjegevoel.

### Gewijzigde vensters
De naam is gewijzigd, het icoon is ongewijzigd: Beeldenstorm –> De Opstand, De VOC –> VOC en WIC, Verzet tegen Kinderarbeid –> Het Kinderwetje van Van Houten, Suriname en Nederlandse Antillen –> Het Caribisch gebied.

### Vervallen vensters
In de vernieuwde canon zijn er tien vensters uit de eerdere versie vervallen: Floris V, Karel V, De Republiek, Grachtengordel, Buitenhuizen, De Stijl, Crisisjaren, Willem Drees, Veelkleurig Nederland en De gasbel. Zij zijn nog wel te raadplegen op een aparte pagina.

## De 7 hoofdlijnen (2020)
| Hoofdlijn                       | Typering                     |
| ------------------------------- | ---------------------------- |
| Nederland Waterland             | Leven in een kwetsbare delta |
| zingeving en levensbeschouwing  | Wat geeft betekenis ?        |
| taal, kunst en cultuur          | Woord en beeld verbinden     |
| kennis, wetenschap en innovatie | Wat weten wij ?              |
| sociale (on)gelijkheid          | Wie telt er mee ?            |
| politiek en samenleving         | Wie bestuurt er?             |
| wereldeconomie                  | Knooppunt van verbindingen   |

## De 50 onderwerpen/thema's (2020)
|    | thema                                                                       | tijdvak                             | omschrijving |
| -- | --------------------------------------------------------------------------- | ----------------------------------- | --- |
| 1  | Trijntje                                                                    | ca. 5500 v.Chr                      | Oudste menselijke skelet in Nederland |
| 2  | Hunebedden                                                                  | ca. 3000 v.Chr                      | Vroege landbouwers |
| 3  | De Romeinse Limes                                                           | 47 - ca. 400                        | Op de grens van de Romeinse wereld |
| 4  | Willibrord                                                                  | 658 - 739                           | Verbreiding van het christendom |
| 5  | Karel de Grote                                                              | 742 - 814                           | Keizer van het avondland |
| 6  | Hebban olla vogala                                                          | ca. 1075                            | Het Nederlands op schrift |
| 7  | Hanze                                                                       | 1356 - ca. 1450                     | Handelssteden in de Lage Landen |
| 8  | Jeroen Bosch                                                                | ca. 1450 - 1516                     | Zuid-Nederlands kunstschilder |
| 9  | Maria van Bourgondië                                                        | 1457 - 1482                         | Vorstin van de Nederlanden |
| 10 | Erasmus                                                                     | 1466 (?) - 1536                     | Een internationaal humanist |
| 11 | De Opstand                                                                  | 1568 - 1648                         | Strijd van het opstandige deel van de Nederlandse gewesten tegen hun landsheer                                                                    |
| 12 | Willem van Oranje                                                           | 1533 - 1584                         | Van rebelse edelman tot 'vader des vaderlands' |
| 13 | Johan van Oldenbarnevelt                                                    | 1547 - 1619                         | Raadpensionaris van de Staten van Holland |
| 14 | De Verenigde Oost-Indische Compagnie (VOC) en West-Indische Compagnie (WIC) | 1602 - 1800, resp. 1621 - 1792      | Handelsondernemingen met een monopolie op de overzeese handel tussen de Republiek der Zeven Verenigde Nederlanden en Oost-Indië, resp. West-Indië |
| 15 | De Beemster                                                                 | 1612                                | Nederland en het water |
| 16 | Hugo de Groot                                                               | 1583 - 1645                         | Pionier van het moderne volkenrecht |
| 17 | De Statenbijbel                                                             | 1637                                | Het boek der boeken |
| 18 | Rembrandt                                                                   | 1606 - 1669                         | De grote schilders |
| 19 | De Atlas Maior van Blaeu                                                    | 1662                                | De wereld in kaart |
| 20 | Michiel de Ruyter                                                           | 1607 - 1676                         | Zeehelden en de brede armslag van de Republiek |
| 21 | Christiaan Huygens                                                          | 1629 - 1695                         | Wetenschap in de Gouden Eeuw |
| 22 | Spinoza                                                                     | 1632 - 1677                         | Op zoek naar de waarheid |
| 23 | Slavernij                                                                   | ca. 1637 - 1863                     | Mensenhandel en gedwongen arbeid in de Nieuwe Wereld                                                                                              |
| 24 | Eise Eisinga                                                                | 1744 - 1828                         | De Verlichting in Nederland |
| 25 | Sara Burgerhart                                                             | 1782                                | Eerste Nederlandse roman |
| 26 | De Patriotten                                                               | 1780 - 1795                         | Crisis in de Republiek |
| 27 | Napoleon Bonaparte                                                          | 1769 - 1821                         | De Franse tijd |
| 28 | Koning Willem I                                                             | 1772 - 1843                         | Het Verenigd Koninkrijk der Nederlanden |
| 29 | De eerste spoorlijn                                                         | 1839                                | De versnelling |
| 30 | De Grondwet                                                                 | 1848                                | De belangrijkste wet van een staat |
| 31 | Max Havelaar                                                                | 1860                                | Aanklacht tegen wantoestanden in Indië |
| 32 | Het Kinderwetje van Van Houten                                              | 1874                                | De werkplaats uit, de school in |
| 33 | Vincent van Gogh                                                            | 1853 - 1890                         | De moderne kunstenaar |
| 34 | Aletta Jacobs                                                               | 1854 - 1929                         | Vrouwenemancipatie |
| 35 | De Eerste Wereldoorlog                                                      | 1914 - 1918                         | Oorlog en neutraliteit |
| 36 | Anton de Kom                                                                | 1898 - 1945                         | Surinaams anti-koloniale schrijver, nationalist en verzetsstrijder                                                                                |
| 37 | De Tweede Wereldoorlog                                                      | 1940 - 1945                         | Bezetting en bevrijding |
| 38 | Anne Frank                                                                  | 1929 - 1945                         | Jodenvervolging |
| 39 | Indonesië                                                                   | 1945 - 1949                         | Een kolonie vecht zich vrij |
| 40 | De Watersnood van 1953                                                      | 1 februari 1953                     | De dreiging van het water |
| 41 | De televisie                                                                | vanaf 1948                          | De doorbraak van een massamedium |
| 42 | Haven van Rotterdam                                                         | vanaf ca. 1880                      | Poort naar de wereld |
| 43 | Marga Klompé                                                                | 1912 - 1986                         | Eerste vrouwelijke minister van Nederland |
| 44 | De gastarbeiders                                                            | 20e eeuw                            | Werkende mensen die tijdelijk naar Nederland komen om daar arbeid te verrichten                                                                   |
| 45 | Annie M.G. Schmidt                                                          | 1911 - 1995                         | Tegendraads in een burgerlijk land |
| 46 | Kolen en gas                                                                | 12e eeuw tot 1974, resp. vanaf 1948 | Brandstofwinning in Nederland |
| 47 | Caribisch gebied                                                            | vanaf 1945                          | Dekolonisatie van de West |
| 48 | Srebrenica                                                                  | 1995                                | De dilemma's van vredeshandhaving |
| 49 | Europa                                                                      | vanaf 1945                          | Nederlanders en Europeanen |
| 50 | Het Oranjegevoel                                                            | vanaf 1974                          | Verbindende rol van oranje bij sportprestaties van Nederlanders                                                                                   |